# Джиоев, Инал Гаврилович
Ина́л Гаври́лович Джио́ев (род. 5 ноября 1969, Цхинвали) — советский и российский футболист, защитник и полузащитник.
Воспитанник цхинвальского футбола, всю карьеру провёл во владикавказской «Алании». Отыграл в команде 9 сезонов, после сезона 1997 года принял решение завершить карьеру из-за больного колена.
Провёл 9 матчей в Кубке УЕФА и две игры на предварительном этапе Лиги чемпионов 1996/97.
В 2009 году работал начальником отдела таможенной службы.
В 2018 году — директор ДЮСШ «Спартак-Владикавказ».

## Достижения
- Чемпионат России:
  - Чемпион 1995 года.
  - Серебряный призёр 1992 и 1996 годов.
- Дважды входил в список 33 лучших футболистов чемпионата России, под 3 номером в 1995 и 1996 годах.